# Henrik IV. Nemški
Henrik IV., cesar Svetega rimskega cesarstva, nemški, italijanski, burgundski kralj, * 11. november 1050, Goslar, † 7. avgust 1106, Liège.
Henrik IV. je znan po bojevanju s papeži in visokim plemstvom za ohranitev kraljeve in cesarske avtoritete in s tem povezanim romanjem v Cannoso.
Rimsko-nemški kralj je postal šestleten. Posvetno in cerkveno plemstvo je znalo njegovo mladoletnost dobro izkoristiti v svoj prid. Takoj ko je petnajstleten zavladal samostojno, je skušal Henrik kraljevemu položaju, nekoliko nespretno in z opiranjem na nižje plemstvo, povrniti nekdanji ugled. Pri tem se mu je uprlo saško plemstvo. Henriku je uspelo zadušiti saški upor, a se je takoj za tem zapletel v spor s papežem Gregorjem VII., ki je Henrika izobčil. Izobčenje je dalo legitimnost nameri najvplivnejših nemških knezov, da kralja odstavijo. Da bi se temu izognil, se je osebno ponižal in šel prosit papeža v Canosso za odpuščanje, ki ga je tudi dobil (januarja 1077). Kljub temu so nemški knezi izvolili protikralja, Rudolfa Švabskega. Kralj in protikralj sta se nekaj let bojevala brez odločitve. Gregor VII. je Henrika ponovno izobčil. Leta 1080 pa je prišlo do odločitve: protikralj je v boju padel, Henrik pa je z vojaškim pohodom v Italijo pregnal Gregorja VII. iz Rima, postavil za protipapeža Klemena III. in se pustil od njega kronati za cesarja.
Leta 1087 je dobil Henrik še močnejšega nasprotnika, diplomatsko spretnega papeža Urbana II., ki je z novim elanom nadaljeval Gregorjev boj. Proti njemu Henrik z vojsko, ki jo je ponovno pripeljal v Italijo, ni uspel. Nasprotno, papež je s pozivom na križarsko odpravo pridobil večji del evropskega plemstva. Na svojo stran je pridobil tudi Henrikovega sina Konrada, ki ga je malo pred tem dal oče kronati za nemškega kralja. Henrik se tako niti ni mogel vrniti domov, dokler leta 1087 močni Welfi, gospodarji Bavarske, razočarani nad sodelovanjem s papežem, niso prestopili nazaj na Henrikovo stran; Henriku so odprli alpske prelaze in lahko se je vrnil v Nemčijo. V Nemčiji je polagoma spet uveljavil svojo oblast, odstavil Konrada in za svojega naslednika določil drugega sina, Henrika V.
Leta 1099 je umrl papež Urban II. in leto za njim tudi protipapež. Cerkvenega razkola ni bilo več in Henrik je iskal pot do sprave. Vendar Urbanov naslednik, papež Pashal II., za to ni imel posluha. Avtoriteta izobčenega kralja je vse boj kopnela tudi v Nemčiji. Leta 1104 ga je izdal še drugi sin, Henrik V., in stopil na čelo bavarskih upornikov. S prevaro je prijel očeta in ga prisilil, da se je odpovedal prestolu.

## Poreklo
Henrik IV. se je rodil kot prvi sin (po treh hčerah) kralju in cesarju Henriku III. in njegovi ženi Agnezi Akvitanski. Oče ga je dal že novembra 1053 v Treburju knezom izvoliti in 17. julija naslednjega leta v Aachnu kronati za nemškega kralja. Petletnemu so določili nevesto Berto, hčerko savojskega grofa Otona in Adelajde Turinske. Že 5. oktobra 1056 mu je oče umrl. Tako Henriku ni bilo dano, da bi ob urejeni vzgoji osebnostno dozorel in se pripravil za naloge vladanja, kar je zaznamovalo celotno obdobje njegove vladavine.

## Regentstvo (1056–1065)
Prehod oblasti na šestletnega Henrika IV. je minil brez pretresov. Nihče ni nasprotoval materi in skrbnici Agnezi, ko je prevzela tudi regentstvo, zlasti ker ji je ob strani stal papež Viktor II., ki je bil istočasno škof v Eichstättu. Toda Viktor II. je že leta 1057 umrl in cesarica, ki okrog sebe ni imela trdnega kroga svetovalcev, je vse bolj popuščala različnim knezom, ki so se kazali ustrežljive, dejansko pa so skrbeli za svoje koristi. Moč in ugled kraljestva sta hitro kopnela. Cesarica je za nove južnonemške vojvode postavila: na Švabskem svojega zeta grofa Rudolfa Reinfeldenskega (1057), na Bavarskem saškega grofa Otona Northeimskega (1061) in na Koroškem švabskega grofa Bertolda I. Zähringenškega (po gradu Zähringen pri Freiburgu, 1061).
Upad cesarskega vpliva se je pokazal tudi v Italiji. Papež Nikolaj II., ki je pontifikat nasledil po Viktorju II. in Štefanu IX., je v buli In nomine Domini predpisal (1059) nov način volitev papežev; odtlej naj bi jih volili kardinali-škofi brez kakršnekoli udeležbe cesarja. Tako je bil septembra 1061 izvoljen Nikolajev naslednik Aleksander II. Cesarica-regentka in meščani Rima na to niso pristali. Na sinodi v Baslu so njim privrženi škofje, med njimi ni bilo nobenega kardinala, za protipapeža (Honorija II.) izvolili baselskega škofa Petra Kadala (oktobra 1061).
Potek dogodkov ni bil všeč nemškim knezom, zlasti ne cerkvenim. Pripravili so zaroto. Ob srečanju s cesarico, maja 1062 v Kaiserwerthu, je kölnski nadškof Hanon zvabil enajstletnega Henrika na zanimivo ladjo, ki pa je takoj nato odplula. Ko se je Henrik zavedel, da so ga ugrabili, je skočil v Ren in bi utonil, če ga ne bi rešil Ekbert, ki je s tem tvegal življenje. Zarotniki so fanta odpeljali na Hanonov kölnski dvor. Po dogodku se je mati odpovedala vladanju in se posvetila molitvi. Nova državna oblast, sprva pod prevladujočim vplivom nadškofa Hanona, si je prizadevala, da s čim manjšo izgubo prestiža odpravi cerkveni razkol. Na sinodah v Augsburgu (oktobra 1062) in Mantovi (binkošti 1064) so postopoma priznali papeža Aleksandra II. Kot dejanski regent je Hanona postopoma spodrinil bremenski nadškof Adalbert, ki si je znal pridobiti Henrikovo zaupanje.

## Samostojno vladanje do začetka investiturnega boja (1065–1076)
Henrik je po obredu polnoletnosti, 29. marca 1065 v Wormsu, veljal za polnoletnega. Zavladal je samostojno; pri tem mu je svetoval bremenski nadškof Adalbert. Takoj je pokazal, da želi ponovno vzpostaviti moč in položaj očeta. Nameraval se je odpraviti na kronanje za cesarja v Rim, a so mu to okoliščine dvakrat preprečile. 
Nadškof Adalbert se je zaradi oholosti in nezmernega kopičenja bogastva tako močno zameril državnim knezom, da je bil Henrik prisiljen odsloviti ga z dvora; odtlej je bil še bolj odvisen od volje vplivnih knezov. Zgleda, da so ga ti prisilili, da je sprejel na dvor kot kraljico svojo zaročenko Berto Savojsko, ki ji sprva ni bil naklonjen in je celo razmišljal o ločitvi, od česar pa ga je odvrnil strog papežev opomin.
Med državnimi knezi, ki so se v času regentstva okoriščali s Henrikovo nemočjo, in mladim kraljem, ki se je želel opreti na mlajše vrstnike, je vse bolj rasla obojestranska nenaklonjenost. Leta 1070, ko je bil bavarski vojvoda Oton, po rodu Sas, obtožen veleizdaje, je Henrik izkoristil priložnost: odvzel mu je vojvodino in jo dal njegovemu zetu Welfu IV., ki je tako postal Welf I. Bavarski. Začasno je prišel Henrik navzkriž tudi s svojim svakom Rudolfom Švabskim in z Bertoldom II. Koroškim. Leta 1073 pa se mu je uprlo saško plemstvo.

### Vstaja na Saškem
Saško plemstvo je bilo že v času Henrika III. nezadovoljno s širjenjem kraljevih posesti na saškem ozemlju. Sasi so v času regentstva uspeli kraljevi vpliv omejiti, sedaj pa si je skušal mladi kralj, zlasti na območju Harza, na hitro povrniti stare položaje in jih zavarovati z utrjenimi gradovi, v katere je nameščal posadke nesaških ministerialov. Sasi so to razumeli kot poseg v njihovo suverenost. Ker se Henrik z njimi ni hotel pogovarjati, so segli po orožju. Junija 1073 so obkolili utrjeni grad Harzburg, kamor se je Henrik umaknil. Henriku je ponoči uspelo izmuzniti se iz gradu. Za pomoč je zaprosil državne kneze, ki pa kralju, ki jih ni poslušal, tudi niso bili naklonjeni. Henriku ni preostalo drugega, kot da je popustil. Februarja 1074 je v Gerstungenu z uporniki sklenil mirovni sporazum, v katerem je moral pristati na vrnitev prisvojenih ozemelj, na porušitev kraljevih gradov na Saškem in v Turingiji in na spoštovanje saškega prava.
Položaj pa se je nepričakovano obrnil Henriku v prid. Rušitelji utrdb (menda so bili kmetje) so v preveliki vnemi porušili tudi cerkev v harzburškem gradu in oskrunili grobove salijske kraljeve rodbine, kar je razpoloženje državnih knezov obrnilo kralju v prid. Henrik je tako naslednje leto z državno vojsko vdrl v Saško in 9. junija 1075 pri Homburgu ob reki Unstrut dosegel popolno zmago. Saški plemiči so se mu morali podrediti. Na božičnem praznovanju v Goslarju so priznali nasledstvo Henrikovemu dvoletnemu sinu Konradu.

### Spor glede imenovanja milanskega škofa
Snovalci cerkvene reforme v Clunyju so bili nejevoljni že, ko je cesar Henrik III. samovoljno postavljal škofe po Nemčiji in Italiji. Ob njegovem mladem nasledniku so se upali poseči vmes in za nadškofa v Milanu izvolili italijanskega kardinala Attoneja, ne da bi se ozirali na želje kralja. Papež Aleksander II. je novega nadškofa potrdil. Henriku pa se je zdelo, da ne sme pristati na prekinitev tradicije, ki je bila v veljavi od cesarja Otona I. Velikega. Dosegel je, da so njemu privrženi lombardski škofje na sinodi v Novari posvetili njegovega kandidata Gotofreda da Castiglioneja. Papež se je odzval tako, da je dal neposlušne škofe na naslednji sinodi odstaviti. 
Aprila 1073 je Aleksandra II. nasledil papež Gregor VII. Henrik, ki je bil med saško vstajo ravno v največji stiski, je pri novem papežu iskal moralno in politično oporo. Pozno poleti je v pismu papežu izrazil pripravljenost, da se vprašanje milanskega nadškofa uredi po papeževi želji. Papež ga je tedaj imel celo za zaveznika v prizadevanju za cerkveno reformo. Preklical je odstavitev škofov in poslal naslednje leto v Nemčijo dva kardinala, ki naj bi tam organizirala velik reformni koncil. A do tega ni prišlo, ker so se vznemirjeni odzvali nemški škofje z bremenskim nadškofom Liemarjem na čelu. Papež je nadškofa izobčil, a se je ta potem v Rimu skesano podredil Gregorju VII. in kazalo je, da bo prišlo do pomiritve.
Tedaj pa je evforija ob zmagi nad Saško Henriku zameglila razum. Namesto da bi izkoristil ugodno priložnost za kompromis, je deloval vzvišeno in nepravično. Ne da bi se oziral na že imenovana nadškofa, je imenoval za novega milanskega škofa dvornega kaplana in milanskega podškofa Tebalda (1075). Papež, ki se je dotlej v milanskem sporu držal v ozadju, tega nikakor ni mogel sprejeti. V pismu je Henrika strogo oštel in mu v svarilo predočil usodo od boga zavrženega kralja Savla. Henrik je pismo razumel kot bojno napoved. V Wormsu je sklical srečanje (24. januarja 1076), ki se ga je udeležilo 26 škofov. V jeznem manifestu so »brata Hildebranda« proglasili za nevrednega papeške časti in mu odrekli pokorščino, Henrik pa mu je v vlogi rimskega patricija ukazal, da se umakne s Petrovega prestola. Tako se je začel investiturni boj, ki se je od vprašanja investiture razširil na boj za prevlado med posvetno in cerkveno oblastjo.

## Boj med posvetno ali cerkveno oblastjo (1076–1106)

### Spor s papežem Gregorjem VII. (1076–1084)

#### Papež izobči Henrika IV.
Na Henrikov napad se je Gregor odzval tako, da je izobčil v Wormsu prisotne škofe in Henrika, ki ga je odstavil tudi kot vladarja. To je mnoge škofe odvrnilo od Henrika. Njihovo srečanje v Mainzu (29. junija 1076), kjer naj bi izvolili protipapeža, je bilo tako slabo obiskano, da tega niso storili, ampak so samo papežu odrekli pokorščino. Otonski koncept vladanja je bil v razsulu. Henriku pa ni grozila glavna nevarnost od cerkvenih ampak od posvetnih knezov. Saški plemiči so se ponovno uprli, pridružil se jim je Oton Northeimski in tudi južnonemški knezi so bili proti kralju sovražno razpoloženi. Na srečanju v Treburju (oktobra 1076), katerega so se udeležili tudi papeški legati, so knezi že pripravljali izvolitev novega kralja. A Gregor si je očitno bolj želel podreditev starega kot izvolitve novega kralja. Čim je Henrik, ki je srečanje opazoval iz bližnjega Oppenheima, papežu ponudil podreditev, so volitve novega kralja odložili. Odločitev naj bi prineslo novo srečanje v Augsburgu 2. februarja 1077, na katerega je bil povabljen tudi papež 

#### Henrik IV. prejme v Canossi odvezo. Knezi izvolijo protikralja Rudolfa Švabskega
Da bi dosegel preklic izobčenja že pred napovedanim srečanjem, se je Henrik v hudi zimi odpravil preko Alp in se na gradu Matilde Toskanske v Canossi srečal s papežem. Potem ko je tri dni v spokorniških oblačilih čakal pred gradom, ga je papež sprejel. 28. januarja 1077 mu je podelil odvezo, potem ko je Henrik pisno obljubil, da se bo pobotal z nemškimi knezi in papežu vedno in povsod zagotavljal varnost. S tem političnim uspehom je Henrik knezom odvzel cerkveno-pravno osnovo za volitve novega kralja. Vendar so knezi vztrajali pri svoji sovražnosti in 15. marca v Forchheimu (ob prisotnosti papeških legatov) izvolili Rudolfa Švabskega za protikralja.
Henrik je takoj začel ukrepati. Preko Ogleja in Koroške se je v začetku maja 1077 vrnil na Bavarsko. Kazalo mu je bolje, kot je lahko upal. Posebno meščanstvo, ki je postajalo samozavestnejše, se je postavilo na njegovo stran. Švabska, Alzacija, Porenje, Lotaringija, velik del Bavarske in Frankovske so stopili na njegovo stran, tudi če so vojvode in veliki knezi podprli Rudolfa. Rudolf je bil kmalu omejen predvsem na Saško.
Henrik je na Koroškem postavil za novega vojvodo domačega plemiča Liutolda Eppensteinskega. Bavarsko je prevzel sam. Švabsko je leta 1079 prepustil zvestemu Frideriku Brünskemu, ki se je zaročil s Henrikovo hčerjo Agnezo in je kasneje postal praoče dinastije Štaufovcev.

#### Papež Gregor VII. ponovno izobči Henrika. Smrt Rudolfa Švabskega
Vojna med kraljem in protikraljem se je v naslednjih letih vlekla brez odločitve. Tudi papež Gregor je previdno stal ob strani, ne da bi podprl enega ali drugega. Šele leta 1080, ko se je tehtnica nagibala na Henrikovo stran in so Sasi kritizirali njegovo neaktivnost, je na postni sinodi v marcu 1080 Gregor objavil podrobnosti o cerkvenopravnih volitvah, ponovno izobčil in odstavil Henrika in priznal Rudolfa za nemškega kralja. Henrik, ki je dotlej še vedno upal na dogovor s papežem, je na slabo obiskani nemško-italijanski sinodi v  Briksnu (25. junija) proglasil Gregorja za odstavljenega in v vlogi rimskega patricija imenoval za protipapeža ravenskega nadškofa Guiberta. Mostovi so bili ponovno porušeni z obeh strani.
Henrik je mogel boj izbojevati le še s silo. Pri tem mu je bila sreča naklonjena. 15. oktobra 1080 je v Turingiji v bitki ob Belem Elstru (pri Hohenmölsnu) Rudolfova vojska sicer zmagala, a Rudolf je bil smrtno ranjen. Moč protikraljestva je bila s tem zlomljena. Čeprav še ni bilo miru, je Henrik prepustil varovanje svojih interesov v Nemčiji zvestemu Frideriku Švabskemu, sam pa se je odpravil v Italijo na odločilni spopad z Gregorjem.

#### Pohod v Italijo in kronanje za cesarja (1081–1084)
Henrik je brez odpora prišel maja 1081 pred Rim, a mesto je ostalo Gregorju zvesto. Po dveh mesecih se je Henrik umaknil, vendar je ostal v Italiji. Šele ob tretjem prihodu pred Rim, junija 1083, se je njegovim vojakom posrečilo presenetiti nasprotnika in zasesti z Leonovim obzidjem obdani del mesta (Urbs Leonina). Gregor, še vedno trden, se je umaknil v Angelski grad. Henrik je v Leonovem mestu pustil manjšo posadko in se vrnil v Lombardijo. Ni jasno, zakaj se je obotavljal. Šele konec leta 1083 je spet prišel v Leonovo mesto, kjer je praznoval božič. Po krajšem pohodu proti jugu mu je konec marca 1084 Rim odprl vrata; v oblasti Gregorja in njegovih pristašev je ostal le Angelski grad in nekatere utrdbe. Henrik je slavnostno ustoličil Guiberta kot protipapeža Klemena III., ta pa je Henrika in njegovo ženo Berto (31. marca 1084) kronal za cesarja in cesarico Svetega rimskega cesarstva. Prebivalci Rima so Henrika priznali za patricija Rima. Ker je Gregorju prihajal na pomoč normanski knez Robert Guiscard z veliko večjo vojsko od Henrikove, je novi cesar 21. maja zapustil Rim. Normani so mesto oropali in se umaknili proti jugu. Gregorju ni preostalo drugega, kot da je odšel z njimi. Leto kasneje je v Salernu umrl. Klemen III. se je naselil na Lateranskem griču.

### Ponovno gospodar položaja v Nemčiji (1084–1087)
Henrik se je junija 1084 kot zmagovalec vrnil v Nemčijo. Drugič je bil na vrhuncu uspeha. Večina škofov je maja 1085 na sinodi v Mainzu priznala protipapeža Klemena III. Henrik je optimistično razglasil »božji mir« za vso Nemčijo, čeprav je na Saškem še tlel upor pod vodstvom (leta 1081 izvoljenega) Rudolfovega naslednika, luksemburškega grofa Hermana Salmskega, ki pa ni imel znatne moči, saj ga je od močnih knezov podpiral le še Welf IV.
Henrik je za svojega naslednika imenoval prvega sina Konrada in ga dal 30. maja 1087 v Aachnu kronati za nemškega kralja. S smrtjo protikralja Hermana (septembra 1088) je protikraljestvo ugasnilo. Sasi so s kraljem sklenili mir, niso pa priznali za papeža Klemena III.

### Spor s papežem Urbanom II. (1087–1099)
Po kratkem pontifikatu Viktorja III. (1086-87), ki je kot papež nasledil Gregorja VII., je Viktorjev naslednik, papež Urban II. z novim elanom nadaljeval Gregorjev boj proti cesarju. Ni poskušal obnoviti protikraljestva in tudi ni bil nenaklonjen spravi s še vedno izobčenim Henrikom, a je postavljal za pogoj, da Henrik neha podpirati protipapeža Klemena III., na kar pa Henrik ni pristal. Tako se je zagrizen boj med že nekoliko utrujenim cesarjem in svežim papežem nadaljeval.

#### Z vojsko ponovno v Italiji. Izdajstvo sina Konrada (1090–1097)
Papež Urban II. je bil izkušen diplomat in poznavalec nemških razmer. Že leta 1089 je z nenavadno poroko med bogato toskansko dedinjo, triinštiridesetletno Matildo, in sedemnajstletnim Welfovim sinom, Welfom V., povezal italijansko in južnonemško središče upora prot cesarju. Marca 1090 je Henrik ponovno z vojsko prekoračil Alpe, da bi premagal Matildino vojsko. Matilda se je umaknila v Apenine. Henrik je zavzel Rim, pregnal papeža Urbana II. in postavil svojega protipapeža Klemena III. Ni pa mogel sovražnika uničiti. Njegovi nasprotniki so bili vse številnejši, tako v Italiji kot v Nemčiji. Hud udarec mu je prizadejal pred kratkim v kralja povzdignjeni sin Konrad, ki se je spomladi 1093 pridružil očetovim nasprotnikom.
Konradovo izdajstvo je Henriku onemogočilo povratek v Nemčijo, pa tudi Welf mu je zaprl alpske prelaze. Brezdelen se je zadrževal v dolini Adiže, v Veroni in Padovi. Med tem je papež Urban II. (1093) dokončno izgnal protipapeža iz Rima in pozval h križarski vojni ter se s tem, namesto cesarja, postavil na čelo boja proti muslimanskim »nevernikom«, kar mu je v zahodno-krščanskem svetu izredno dvignilo ugled.

#### Vrnitev v Nemčijo. Ponovno na oblasti (1097–1099)
Konflikt med posvetno (regnum) in cerkveno oblastjo (sacerdotium) pa je vendarle postopoma izgubljal na ostrini. Welfi so spoznali, da so orodje papeške politike in da ne morejo računati na dedovanje bogatega imetja Matilde Toskanske. Pobotali so se s Henrikom. Ta je Welfa IV. leta 1096 ponovno imenoval za bavarskega vojvodo. Henrik se je lahko vrnil preko Alp in binkošti leta 1097 že praznoval v Regensburgu. Stari Henrikovi sovražniki so bili večinoma že mrtvi, prav tako prijatelji, zamenjali so jih njihovi nasledniki. Henrik si je počasi spet pridobival kraljevsko avtoriteto. Maja 1098 so knezi na dvornem zboru v Mainzu odstavili Konrada, ki se je v Italiji udinjal kot vojaški poveljnik, in za Henrikovega naslednika priznali njegovega drugega sina Henrika V. Potem ko je sin očetu prisegel, da za časa očetovega življenja ne bo posegel po kraljevem prestolu, so ga 6. januarja 1094 v Aachnu okronali za nemškega kralja.
Leta 1099 je v Rimu umrl papež Urban II. in nasledil ga je papež Pashal II.

### V sporu s papežem Pashalom II. (1100-1106)
Septembra 1100 se je s smrtjo protipapeža Klemena III. končal cerkveni razkol. Henrik ga ni nameraval nadaljevati. Toda novi papež Pashal II. ni bil za razumno spravo. Čeprav je bilo vprašanje investiture, zaradi katerega se je spor začel, v Franciji in Angliji v praksi že sporazumno rešeno, je Pashal za preklic izobčenja zahteval Henrikovo popolno podreditev. Henrik je za posredovanje prosil svojega krstnega botra opata Huga iz Clunyja. Pripravil je načrt za spokorniško križarsko vojno. Ni pa bil pripravljen na popolno podreditev papežu, še zlasti ne, ker se je zdelo, da je politično v sedlu. Januarja 1103 so nekateri najmočnejši knezi skupaj s Henrikom v Mainzu zaprisegli mir za vso državo. Kršilcem miru so grozile hude telesne kazni. V varovanje miru naj bi se vključili tudi duhovščina, trgovci, judje. 

#### Upor sina Henrika V. (1104–1106)
Ko pa ukrep miru ni bil učinkovit, je bilo razočaranje vsesplošno. Knezi, zlasti mlajši, so se ponovno odvračali od cesarja, ki zaradi izobčenosti ni imel pravega ugleda. Njegovemu osemnajstletnemu sinu Henriku se je zazdelo, da mora ukrepati, če želi pri knezih zagotoviti nasledstvo Salijcev. Koncem leta 1104 je prelomil prisego očetu in se je postavil na čelo bavarskih upornikov proti cesarju, da si zgotovi oblast in doseže pobotanje s papežem. Potem ko sta si oče in sin nekaj časa grozila z vojno, naj bi, po posredovanju knezov, za božič 1105 na državnem zboru v Mainzu ob prisotnosti obeh tekmecev odločili o sporu glede prestola. Vendar je bila to le past, v katero je sin zvabil očeta, da ga je lahko zaprl. 31. decembra 1105 ga je pripeljali na državni zbor v Ingelheimu, kjer se je moral oče pod velikim pritiskom (formalno pa prostovoljno) odpovedati prestolu.
Toda cesar se je še zadnjič pobral. Iz Ingelheima je ušel k svojim pristašem v Köln. V strastnih manifestih je opisal sramoto, ki jo je moral trpeti. Z romanjem v Aachen je izpričal pripravljenost, da se spokori in dobil v Spodnji Lotaringiji znatno podporo plemstva. Preden pa je prišlo do novih bojev, je v Liègu 7. avgusta 1106 umrl.
Izobčenje je Henrika zasledovalo tudi po smrti. Truplo so s častmi pokopali v lieški stolnici, a ga nato prestavili v neposvečeno kapelo. Po nekaj dneh ga je dal sin prepeljati v rodbinsko grobnico v Speyerju. Tamkajšnji fanatični škof Gebhard je nato izsilil, da so krsto prestavili v neposvečeno stransko kapelo in to dejanje je potrdil tudi papež. Šele 7. avgusta 1111, ob peti obletnici smrti, so Henrikove posmrtne ostanke slavnostno spet prenesli v cesarsko grobnico.

## Ocena osebnosti in dela Henrika IV.
Tako kot ob vsaki konfliktni osebnosti so tudi o Henriku IV., mnenja in sodbe zelo različne, nasprotujoče si, odvisne od nazorske opredeljenosti ocenjevalcev. Vsekakor je v ospredju ves čas njegov spor s papeži. Malo je bilo njegovih pristašev, tako med sodobniki kot kasnejšimi pisci, ki so opazili njegove dobre lastnosti: naklonjenost nižjim stanovom, sposobnost plemenitosti, velikodušnosti in hvaležnosti, veliko vojaško znanje in viteštvo ter v kasnejšem obdobju diplomatsko spretnost. Veliko je bilo nasprotnikov, ki so mu pripisovali vse možne najslabše lastnosti in jih pogosto podkrepili še z najnizkotnejšimi klevetami. Papežu naklonjeni pisci so ga opisovali kot zavrženega tirana, sovražnika cerkve. Šele v začetku 17. stoletja so se začele pojavljati bolj uravnotežene ocene. Njihovi avtorji so bili prepričani, da je bil spopad med posvetno in cerkveno oblastjo neizbežen, potem ko so rimsko-nemški kralji in cesarji že desetletja opirali svojo oblast na cerkvene kneze in jim s tem dodelili tudi znatno posvetno oblast. Vsekakor je bil šestindvajsetletni Henrik IV. kriv, ker je svojo pravico imenovanja škofa (za katero je menil, da jo je dobil po očetu) uveljavljal na tako grob, neprimeren in nepravičen način, da se je papež Gregor VII. lahko odzval le z izobčenjem. A kasneje je bilo še veliko priložnosti, ko bi se spor lahko vsaj utišal (tako kot se je po smrti Henrika IV. z Wormskim konkordatom), če bi vsaka stran v svojih stališčih malo popustila. V svojem zrelejšem obdobju je Henrik poravnavo ves čas iskal, papež Pashal II. pa mu ni prisluhnil niti po smrti protipapeža Klemena III., ko ni bilo več cerkvenega razkola. Henriku vsekakor ni mogoče odrekati dobronamernosti, doslednosti, neverjetne vztrajnosti kljub zaporedju udarcev, ki so ga doleteli v življenju.
Henrikova razgibana življenjska usoda, skok ugrabljenega otroka v deročo reko, spokorniško čakanje pred gradom v Canossi, upor dveh sinov, njegovi vzponi in padci, so burili duhove in domišljijo umetnikov. O njem je bilo napisanih veliko literarnih del, ki obravnavajo teme kot so boj proti klerikalizmu, boj človeka proti usodi, konflikt dveh generacij. Na mnogih slikah in plastikah so upodobljeni dogodki iz njegovega življenja. 

## Družina
Henrik IV. je bil prvič poročen z Berto (1051–1087), hčerko savojskega grofa Otona in Adelajde Turinske. Imela sta šest otrok:
- Adelajda (1070–1079)
- Henrik (1071)
- Agneza (1072/1073–1143) ∞ 1) Friderik I. Švabski, praoče dinastije Štaufovcev; 2) avstrijski mejni grof Leopold III.
- Matilda
- Konrad (1074–1101), nemški in italijanski kralj
- Henrik V. (1081/86–1125), cesar Svetega rimskega cesarstva, nemški in italijanski kralj.

Leta 1089 se je Henrik poročil z Evpraksijo, hčerko kijevskega kneza Vsevoloda I. in sestro Vladimirja Monomaha.